# Slovinská literatura
Slovinská literatura patří k rodině evropských literatur. Je propojena jednak s tradicemi středoevropských národů, především národů bývalé Rakousko-uherské monarchie, jakož i Jugoslávie. Její dějiny jsou staré několik set let.

## Středověk

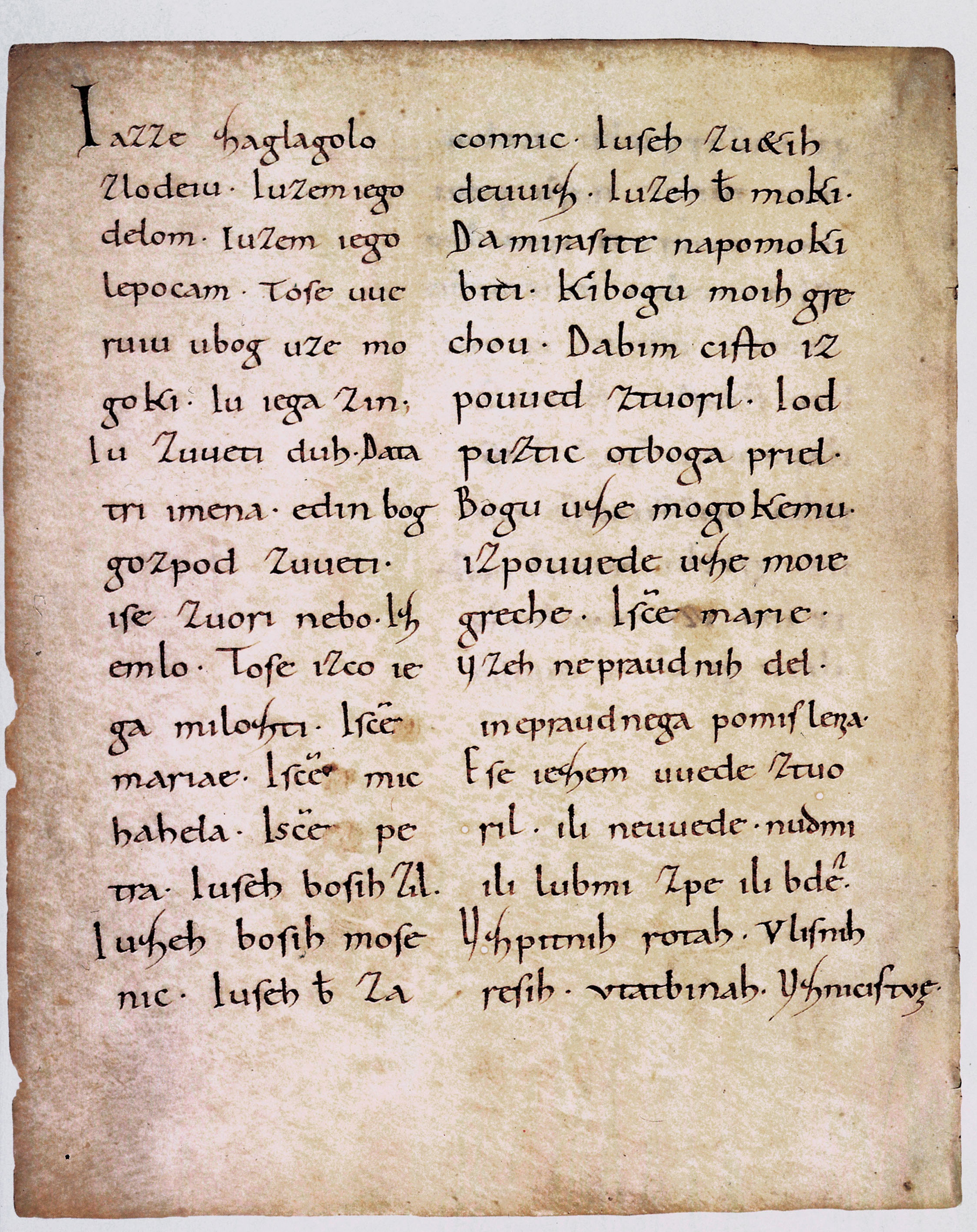
Frisinské zlomky

Středověká slovinská literatura nabízí jen málo památek, které se dochovaly psané v lidovém jazyce. Mezi ně patří např. Frisinské zlomky, které jsou považovány za nejstarší latinkou psaný slovinský text. Tvoří je zpovědní formule, homilie a zpovědní modlitba. Pocházejí nejspíš z 10.–11. století.

## Reformace

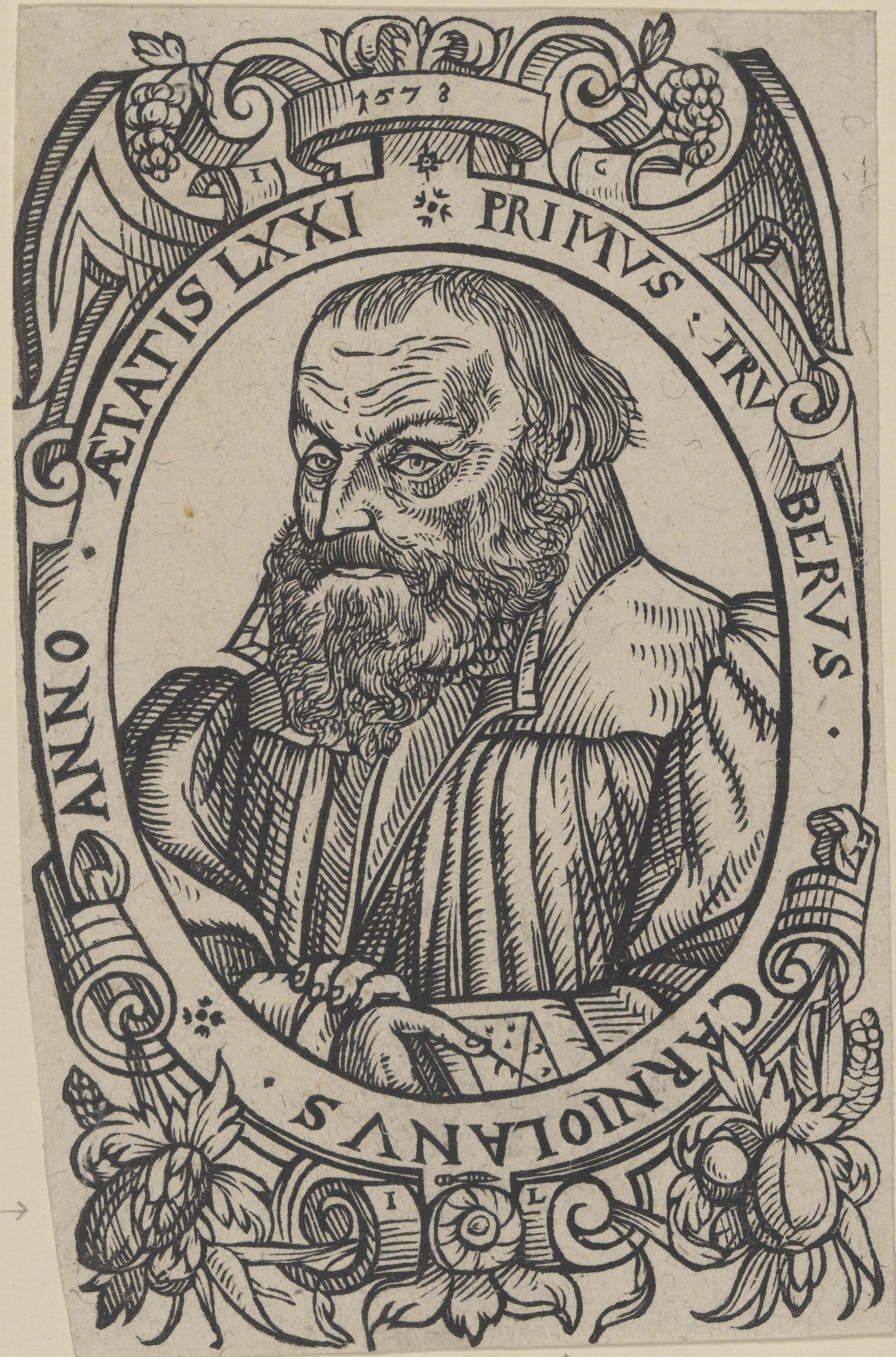
Primož Trubar, klíčová osobnost slovinské reformace

Začátky slovinské literatury spadají do období reformace, kdy byly zásluhou Primože Trubara vytištěny první knihy v lidovém, středověkém slovinském jazyce (1550). Jednalo se o slovinský slabikář (Abecedarium) a katechismus. Vznikaly i další texty, především překlady z němčiny a latiny. Primož Trubar byl autorem dalších asi dvaceti slovinských knih, a o vydání několika desítek se v té době drtivě protestantských slovinských zemích zasloužil.
Následníkem Primože Trubara se stal Jurij Dalmatin, který přeložil do lidového jazyka Starý a Nový zákon. Jeho překlad byl – podobně jako v případě Trubara – založen na dolenjském nářečí slovinského lidového jazyka, nicméně Dalmatin byl znalejší jazykovědy a filologie než Trubar, a tak je jeho překlad kvalitnější.
Adam Bohorič ve stejné době (1584) sepsal první slovinskou gramatiku a stanovil pravidla pravopisu lidového slovinského jazyka. Jeho gramatika nesla název Articae horulae (česky Zimní hodinky) a byla napsána po vzoru dobové gramatiky latinské. Jazyková norma, kterou ustanovil Bohorič, platila v podstatě až do 19. století a i v dobách národního obrození se ji ještě nemalá část slovinských vzdělanců zastávala.

## Protireformace
Protireformace byla ve slovinském prostředí symbolem útlaku literatury v lidovém jazyce. Dominující byl vliv němčiny, latiny a italštiny. Ještě v roce 1607 vznikl v církevním prostředí italsko-slovinský slovník. V letech 1615–1672 ovšem nevyšla ani jedna kniha ve slovinském jazyce.
Významnou osobností této doby je např. známý katolický kněz Tomaž Hren, který se zasloužil o pálení a likvidaci řady protestantských knih. Inicioval však vydání i některých knih s církevní tematikou ve slovinském lidovém jazyce, mnohé z nich vycházely přímo z prací trojice reformačních slovinských vzdělanců, především Jurije Dalmatina. Mnohé z jeho plánů na obohacení slovinského barokního knižního fondu však nakonec vzaly zasvé, neboť nenašly zastání u papežského vyslance. Za největší úspěch Tomaže Hrena je považováno pro význam rozvoje slovinského jazyka vydání Evangelia inu listuvi v počtu 3000 ks.

## Osvícenství
Konec 18. století a nástup osvícenství v Evropě znamenal také i začátek slovinské světské literatury. A to i přesto, že – podobně jako tomu bylo např. v bulharském prostředí – vyšel hlavní podnět k rozvoji tvorby v domácím jazyce z církevní (katolické) oblasti. Augustinský mnich Marko Pohlin např. sepsal na dvacet knih, především slovníků a gramatik, které měly sloužit k zvýšení povědomí o místním – jak o sám tvrdil – Kraňském jazyce. V roce 1765 dokončil např. slovník (Abecediku) a o tři roky později také Kraňskou gramatiku. Jeho práce sice z lingvistického hlediska nejsou příliš kvalitní a hodnotné[zdroj?], staly se však inspirací pro mnohé další.
Osvícenství se projevilo ve slovinském prostředí řadou reforem, mezi které patřily např. zřízení státních soudů, regionálních vlád, vydání Tolerančního patentu, uzákonění všeobecné školní docházky a zrušení jezuitského řádu. Byly zrušeny také i některé kláštery.[zdroj?]
Mezi první světské vzdělance a literáty osvícenecké doby ve slovinských zemí patřili např. Žiga Zois, Tomaž Anton Linhart, nebo Valentin Vodnik. První z uvedených byl vzdělaným baronem a mecenášem, který své značné finanční prostředky využíval k rozvoji své vlasti. Financoval stavby cest, veřejných budov a také na podporu vzdělání a kultury. Brzy shromáždil dobové vzdělance do tzv. Zoisova kroužku. Již zmíněný Tomaž Anton Linhart v něm představoval prvního moderního slovinského dramatika (jehož hry jsou hrány i v dnešní době)[zdroj?], byl také autorem prvních dějin slovinských zemí, které zahrnovaly období od Karla Velikého až po tehdejší dobu. Valentin Vodnik byl prvním moderním slovinským básníkem. Do skupiny patřili ještě Jurij Japel, Jernej Kopitar a Blaž Kumerdej.
Domácí slovinská literární tvorba neměla za cíl v této době přinést vzletné dobové ideály západní Evropy do malého Slovinska, nýbrž sloužit výhradně k tomu, co sledoval Zois – tedy osvětovým účelům. Jejím cílem bylo zvýšit povědomí o člověku jako jedinci. Vznikaly proto četné gramatiky, slovníky, či naučné knihy.
V roce 1786 byla založena Společnost přátel divadla.

## Preromantismus, romantismus a národní obrození
Přelom 18. a 19. století přinesl pro Slovinsko celou řadu změn, které iniciovaly rozvoj domácí kultury. Okupační správa napoleonovské Francie (tzv. Ilyrské provincie) přinesla moderní zákoník. V roce 1811 byla zřízena katedra slovenistiky v Grazu a o čtyři roky později také v Lublani.[zdroj?]

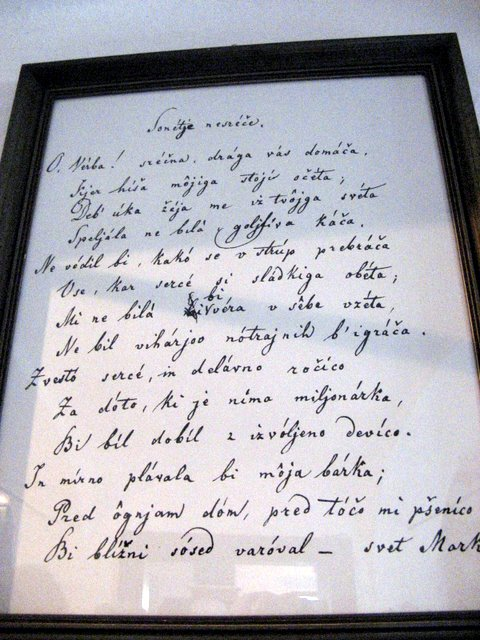
Nešťastné sonety Franceta Prešerena

Významnou osobností počátku 19. století byl mezi slovinci Jernej Kopitar, cenzor z Vídně, jazykovědec a autor jedné ze slovinských gramatik (Grammatik der slavische Sprache in Krain, Kärnten und Steiermark). Jako jeden z mála se pokoušel překonat roztříštěnost Slovinců do řady údolí, dialektů a regionálních příslušností a stanovit jednu normu slovinského jazyka. Rovněž definoval národní program Slovinců, který měl být založen na častém kontaktu vzdělanců s prostými sedláky, aby tak bylo možné získat co nejvíce lidí pro národní věc. Jernej Kopitar byl žákem Josefa Dobrovského a sám později učitelem mnohých dalších vzdělanců, obrozenců a literátů. Kromě již zmíněného Vuka Karadžiće se jednalo např. o Janeze Nepomuka Primice, Matiju Šnajdra, Urbana Jarnika, Valentina Staniče, Matevže Ravnikara, France Metelka, či Petera Danjka. Dva poslední zmínění autoři zasáhli svými návrhy i do slovinské "abecední války", tedy sporu o budoucí zápis slovinského jazyka, který byl nedílnou součástí slovinského národního obrození.
Slovinské národní obrození bylo chronologicky oproti např. chorvatskému o cca deset let zpožděno. Slovinští tvůrci té doby byli nicméně v dobrém kontaktu se všemi jižními Slovany; Stanko Vraz úzce spolupracoval s chorvatskými básníky a Jernej Kopitar poskytl mentorování budoucímu srbskému lingvistovi a etnologovi, Vuku Karadžićovi. Myšlenka jihoslovanské vzájemnosti, manifestovaná právě ilyrským hnutím, však ve Slovinsku i přes určité počáteční sympatie nakonec nepadla na úrodnou půdu. Čátečně tomu bylo proto, že za základ ilryského jazyka si chorvatští vzdělanci vzali nářečí blízké Dubrovníku (a také Srbsku), a nikoliv Slovincům bližší záhřebskou kajkavštinu. Jediné, co přežilo z myšlenky jednotného jihoslovanského jazyka, byla chorvatská (a též i srbská) abeceda – gajice, která ukončila dlouhodobé spory, jestli má být přijata historická, či progresivní abeceda.
Romantické období se začalo ve slovinské literatuře projevovat kolem roku 1830. Hlavním iniciátorem romantismu byl literární časopis (almanach) Kranjska čbelica, jejímiž autory byli Matija Čop a France Prešeren. Oba dva spolupracovali ještě s Mihou Kasteljicem či Andrejem Smolem.
Hlavním "národním básníkem" slovinské romantické literatury se stal France Prešeren. Jeho Věnec sonetů (část) a Básně byly ukázkou evropské romantické tvorby a zároveň také i slovinským národním manifestem. Požadoval v nich autonomii slovinských zemí a svébytnost národa, což ve své době byly ideje nejen revoluční, ale také nebezpečné – a proto jeho nejznámější báseň, Zdravljica (dnes je její část slovinskou hymnou) - vyšla až v roce 1848. Význam, který Prešern sehrál pro domácí tvorbu je podobný, jako je tomu např. u Branka Radičeviće v případě literatury srbské, či Karla Hynka Máchy u české literatury.
Slovinské romantické období skončilo revolučním rokem 1848/1849.

## Přechod od romantismu k realismu

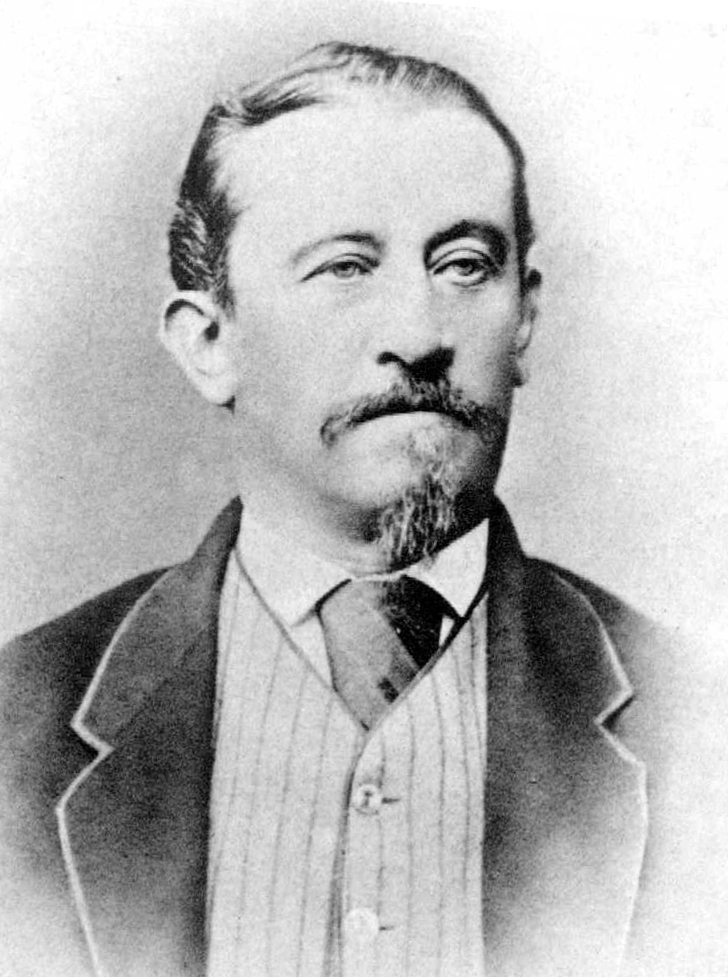
Fran Levstik

V polovině 19. století si Slovinsko procházelo střetem mezi generací tzv. staroslovinců a mladoslovinců. První, konzervativněji zaměřená skupina, se ve své literární tvorbě zabývala především velebením vlasti a Rakouské monarchie. Druhá z nich se naopak soustředila na přejímání evropských vlivů a jejich uplatnění v domácí tvorbě. Obě generace však hledaly něco nového a tvorba romantika Prešerna mezi jejich cíle nepatřla. Jeho dílo tak nebylo prezentováno a namísto něho poukazoval dobový tisk a společnost na jiné autory. Iniciativní byli nejprve staroslovinci v čele s Janezem Bleiweisem. Utvářeli téměř po deset let (v období tzv. Bachova absolutismu) podobu aktuální literární tvorby. Oficiálně se drželi osvětových idejí, jejich heslo znělo "Vše za víru, vlast a císaře!" Až později se do popředí dostala druhá skupina mladoslovinců. Vůdčí realistickou osobností se tak stal mladoslovinec Fran Levstik, který definoval program literární (realistický) i politický. Své myšlenky publikoval v časopise Slovenski glasnik, který vycházel v letech 1858–1868 a který byl ve své době jediným povoleným literárním časopisem, který vycházel ve slovinštině. Levstik se vyslovil za tvorbu, která vzniká v podmínkách domácích, drží se domácích vzorů a jako pevně konstituovaná teprve přichází do kontaktu s dalšími evropskými národy a kulturami.

## Realismus
Druhá polovina 19. století se i ve Slovinsku stala ovšem nakonec etapou realismu. Nejednalo se ovšem o realismus čistý. Doplňovala jej totiž celá řada pozdně romantických, preromantistických, či jiných tendencí. Jednotliví autoři se orientovali k různým, vzájemně odlišným proudům. Fran Levstik, Josip Jurčič, či Josip Stritar byli zástupci spíše romanticky laděného realismu, práce Ivana Tavčara jsou považovány za ukázku realismu poetického. Podobně jako i v jiných evropských zemích, i v těch slovinských se v druhé polovině 19. století souběžně s realismem začal projevovat i vliv naturalismu, který kritizoval především poměry ve vysoké společnosti. Jednalo se však pouze o vliv, nikoliv jasný proud, ke kterému by bylo možné přiřadit skupinu literárních tvůrců. Nejvíce se vliv naturialismu projevil nicméně u Frana Govekara. Do jisté míry ještě přežívaly myšlenky ilyrismu, avšak po nějaké době nakonec převážila idea rozšíření samostatného slovinského jazyka.[zdroj?]
Mezi realistické básníky této doby se zařadili Simon Gregorčič a Anton Aškerc.
Slovinsko konce 19. století procházelo celou řadou složitých procesů; industrializace vedla k nárůstu městského obyvatelstva, a tedy obyvatelstva, jehož jazykem byla právě slovinština, nikoliv němčina, nebo italština. Hlavním tématem slovinských realistických autorů se stal život na vesnici, v tradiční společnosti. Takové obrazy se nacházejí např. v tvorbě Janeze Mencingera, Janka Kersnika, Ivana Tavčara a podobně jako tomu bylo i v jiných středoevorpských literaturách, i ony jsou značně idealizovány.

## Moderna

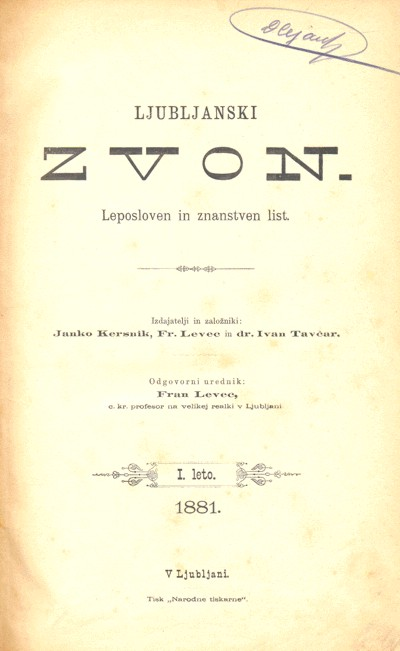
Hlavním periodikem, ve kterém slovinští spisovatelé moderny publikovali svoji tvorbu, se stal Ljubljanski zvon

Období moderny začalo ve Slovinsku s nástupem 20. století a skončilo s poválečným zapojením Slovinska do Státu SHS a úmrtím Ivana Cankara v roce 1918. Slovinská moderna zcela přirozeně sledovala vzory a trendy z Vídně. Jejím hlavním posláním byla především vzpoura proti dosavadní literární praxi a hledání nového.[zdroj?]
Hlavní osobností slovinské moderny byl sociálně laděný Ivan Cankar, obhájce jednoty jihoslovanských národů. Dalšími významnými tvůrci byli Oton Župančič, Josip Morn, nebo Dragotin Kete.

## Avantgarda
Díky vzniku jednotného jihoslovanského státu se kulturní styky mezi jednotlivými národy Jugoslávie upevnily a kulturní výměna zrychlila. Podobně jako v sousedním Chorvatsku, i ve slovinském prostředí meziválečného období proto dominoval především expresionismus. Hlavním slovinským expresionistou se stal Srečko Kosovel. Dalšími expresionistickými autory pak byli Alojz Gradnik, Stanko Majcena, Mirana Jarce, či Antona Vodnika. Expresionisté ve své tvorbě vyjadřovali pocit strachu, úzkosti, osamění a napětí a každý z nich si našel nakonec cestu k svému vlastnímu směru.

Sociální literatura, která dominovala jugoslávské tvorbě 30. let[zdroj?] byla patrná i ve Slovinsku. Stala se základem tvorby, kterou ideově protežoval především komunistický režim v 50. letech 20. století. Představiteli sociálního proudu v meziválečné slovinské literatuře byli např. Miško Kranjec, Prežihov Voranc, či Ciril Kosmac, nebo Anton Ingolić. Poslední z uvedené čtveřice byl dokonce komunistický aktivista.

## Poválečná literatura
I ve Slovinsku byla v poválečném období hlavním tématem druhá světová válka, resp. zkušenosti a prožitky mnohých autorů z období tohoto konfliktu. Nemálo slovinských spisovatelů bylo aktivně zapojeno do partyzánského hnutí. Mezi ně patřili např. Matej Bor, Karel Destovnik-Kajuh apod. Socialistický realismus dominoval pouze v krátkém období po skončení konfliktu, až po roztržku Tita se Stalinem. Podobně jako i jiných republikách Jugoslávie, i ve Slovinsku žádali autoři diskuzi o vlastní tvorbě a možnost uplatnění i jiných tvůrčích stylů, k čemuž také v polovině 50. let 20. století došlo.
Ve Slovinsku nastoupil v polovině 50. let 20. století nový proud tzv. intimismu[zdroj?], jehož ústředním tématem především bylo vyjádření básníkovy nespokojenosti se životem a okolím prostřednictvím nářku v přírodě. Zakladatelem tohoto směru byl básník Ivan Minatti, pokračovatelem pak Lojze Krakar. Alespoň omezená, ale přítomná umělecká svoboda vedla k i rozmachu dalších literárních směrů, mnohdy i oživení těch předválečných.[zdroj?]

## Postmoderna
Postmoderní proudy si našly své místo na přelomu 60. a 70. let 20. století i ve slovinské literatuře. Jednalo se například o magický realismus, existencialismus apod.
Mezi spisovatele postmoderního období slovinské literatury se řadí Boris A. Novak, Marko Kravos, Drago Jančar, Evald Flisar, Tomaž Šalamun, Brina Svit, Janko Ferk, а Cvetka Lipuš.
Dominantním autorem se ovšem stal Edvard Kocbek.[zdroj?] Ten rozboural normy jugoslávského komunistického řádu velmi rychle. Ve svém díle Strach a odvaha (slovinsky Strah in pogum) předložil čtenářům zcela jiný obraz partyzánských bojovníků, než bylo od autorů očekáváno. Vzhledem k tomu, že po skončení války byly po několik let až desítek let události spojené s partyzánským hnutím jedním z dominantních témat jugoslávské literatury, vyvolalo dílo nemalý rozruch.[zdroj?]
Ve slovinské literatuře po roce 1970 dominují Drago Jančar, Aleš Debeljak a Tomaž Šalamun.